# 小野市立小野市民病院
小野市立小野市民病院（おのしりつおのしみんびょういん）は、かつて兵庫県小野市にあった医療機関である。小野市病院事業の設置等に関する条例により設置された市立の病院であった。2013年9月30日をもって閉院。

## 沿革
- 1961年（昭和36年）3月 - 開院。
- 1982年（昭和57年）4月 - 救急医療機関の告示。
- 1985年（昭和60年）4月 - 新病院での業務開始。
- 2003年（平成15年）11月 - 臨床研修指定病院に認定。
- 2005年（平成17年）7月 - 北播磨圏域小児救急拠点病院に指定。
- 2006年（平成18年）8月 - 北播磨圏域眼科拠点病院に指定。
- 2013年（平成25年）9月30日 - 北播磨総合医療センターへの統合に伴い閉院。
  - 医療法人社団栄宏会に売却され、翌年栄宏会小野病院が開院。

## 診療科
- 内科
- 神経内科
- 呼吸器内科
- 消化器内科
- 循環器内科
- 血液内科
- 小児科
- 外科
- 整形外科
- 形成外科
- 小児外科
- 泌尿器科
- 眼科
- 耳鼻咽喉科
- リハビリテーション科
- 放射線科

## 交通アクセス
- 神戸電鉄粟生線小野駅から徒歩約10分。

## 所在地
- 兵庫県小野市中町323